# A Ferencvárosi TC 1978–1979-es szezonja
A Ferencvárosi TC 1978–1979-es szezonja szócikk a Ferencvárosi TC első számú férfi labdarúgócsapatának egy szezonjáról szól, mely összességében és sorozatban a 78. idénye volt a csapatnak a magyar első osztályban. A klub fennállásának ekkor volt a 80. évfordulója.

## Mérkőzések
| Színmagyarázat | Színmagyarázat |
| -------------- | -------------- |
|                | Győzelem.      |
|                | Döntetlen.     |
|                | Vereség.       |

### KEK
1. forduló
| 1978. szeptember 13. 15:30 |

| Ferencváros               | 2 – 0               | Kalmar FF                                 |
| ------------------------- | ------------------- | ----------------------------------------- |
| Nyilasi 16' Major 43' 32' | (2 – 0) Jegyzőkönyv | Andreasson 33' Magnusson 79' Lundberg 90' |

| Üllői út, Budapest Nézőszám: 25 000 |

| 1978. szeptember 27. 19:00 |

| Kalmar FF                                            | 2 – 2               | Ferencváros                 |
| ---------------------------------------------------- | ------------------- | --------------------------- |
| Magnusson 18' (11-esből) 73' Nyberg 26' Axelsson 33' | (2 – 0) Jegyzőkönyv | Ebedli 74' Szokolai 80' 35' |

| Fredriksskans, Kalmar Nézőszám: 3 000 |

2. forduló
| 1978. október 18. 17:00 |

| 1. FC Magdeburg           | 1 – 0               | Ferencváros        |
| ------------------------- | ------------------- | ------------------ |
| Streich 67' Steinbach 28' | (0 – 0) Jegyzőkönyv | Vépi 60' Major 77' |

| Ernst Grube Stadion, Magdeburg Nézőszám: 25 000 |

| 1978. november 1. 17:30 |

| Ferencváros             | 2 – 1               | 1. FC Magdeburg |
| ----------------------- | ------------------- | --------------- |
| Pusztai 8' Szokolai 27' | (2 – 1) Jegyzőkönyv | Stahmann 4'     |

| Üllői út, Budapest Nézőszám: 30 000 |

- Idegenben lőtt góllal a Magdeburg jutott tovább.

### NB 1 1978–79

#### Őszi fordulók
| 1. forduló 1978. augusztus 26. |

| Salgótarjáni BTC | 1 – 1               | Ferencváros |
| ---------------- | ------------------- | ----------- |
| Bíró 40'         | (1 – 1) Jegyzőkönyv | Pusztai 18' |

| Salgótarján Nézőszám: 15 000 Játékvezető: Kuti Sándor (magyar) |

| 2. forduló 1978. augusztus 30. |

| Ferencváros                                              | 5 – 0               | Székesfehérvári MÁV Előre |
| -------------------------------------------------------- | ------------------- | ------------------------- |
| Mucha 18' Szokolai 24' Ebedli 30' Mészöly 54' Bálint 67' | (3 – 0) Jegyzőkönyv |                           |

| Üllői út, Budapest Nézőszám: 15 000 Játékvezető: Marton László (magyar) |

| 3. forduló 1978. szeptember 2. |

| Rába ETO | 0 – 2               | Ferencváros            |
| -------- | ------------------- | ---------------------- |
|          | (0 – 1) Jegyzőkönyv | Nyilasi 42' Takács 68' |

| Rába ETO Stadion, Győr Nézőszám: 15 000 Játékvezető: Nagy Béla (magyar) |

| 4. forduló 1978. szeptember 9. |

| Ferencváros                        | 3 – 0               | Vasas       |
| ---------------------------------- | ------------------- | ----------- |
| Ebedli 18' Nyilasi 19' Mészöly 89' | (2 – 0) Jegyzőkönyv | Zombori 45′ |

| Népstadion, Budapest Nézőszám: 35 000 Játékvezető: Palotai Károly (magyar) |

| 5. forduló 1978. szeptember 23. |

| Zalaegerszegi TE | 0 – 2               | Ferencváros            |
| ---------------- | ------------------- | ---------------------- |
|                  | (0 – 0) Jegyzőkönyv | Nyilasi 46' Martos 51' |

| ZTE Stadion, Zalaegerszeg Nézőszám: 20 000 Játékvezető: Tompa István (magyar) |

| 6. forduló 1978. szeptember 30. |

| Ferencváros                        | 3 – 2               | MTK–VM               |
| ---------------------------------- | ------------------- | -------------------- |
| Ebedli 53' Bálint 64' Szokolai 68' | (0 – 0) Jegyzőkönyv | Takács 74' Borsó 79' |

| Népstadion, Budapest Nézőszám: 15 000 Játékvezető: Nagy Béla (magyar) |

| 7. forduló 1978. október 4. |

| Újpesti Dózsa        | 2 – 2               | Ferencváros           |
| -------------------- | ------------------- | --------------------- |
| Fekete 15' Zámbó 75' | (1 – 1) Jegyzőkönyv | Mucha 44' Pusztai 61' |

| Népstadion, Budapest Nézőszám: 35 000 Játékvezető: Palotai Károly (magyar) |

| 8. forduló 1978. október 14. |

| Ferencváros                           | 4 – 1               | Pécsi MSC                            |
| ------------------------------------- | ------------------- | ------------------------------------ |
| Takács 12' Nyilasi 17' Pogány 26' 67' | (3 – 1) Jegyzőkönyv | Dárdai 32' (11-esből) Schulteisz 20′ |

| Üllői út, Budapest Nézőszám: 30 000 Játékvezető: Lauber Gyula (magyar) |

| 9. forduló 1978. október 21. |

| Budapesti Honvéd                              | 5 – 2               | Ferencváros    |
| --------------------------------------------- | ------------------- | -------------- |
| Póczik 4' Weimper 8' 65' Gyimesi 46' Nagy 90' | (2 – 0) Jegyzőkönyv | Pogány 61' 77' |

| Népstadion, Budapest Nézőszám: 40 000 Játékvezető: Kuti Sándor (magyar) |

| 10. forduló 1978. november 4. |

| Ferencváros | 1 – 1               | Békéscsabai Előre Spartacus |
| ----------- | ------------------- | --------------------------- |
| Nyilasi 41' | (1 – 1) Jegyzőkönyv | Budavári 4'                 |

| Üllői út, Budapest Nézőszám: 10 000 Játékvezető: Jaczina Róbert (magyar) |

| 11. forduló 1978. november 8. |

| Haladás VSE | 1 – 1               | Ferencváros |
| ----------- | ------------------- | ----------- |
| Hegedűs 3'  | (1 – 0) Jegyzőkönyv | Martos 55'  |

| Rohonci úti stadion, Szombathely Nézőszám: 6 000 Játékvezető: Marton László (magyar) |

| 12. forduló 1978. november 18. |

| Ferencváros             | 2 – 1               | Bp. Vasas Izzó |
| ----------------------- | ------------------- | -------------- |
| Nyilasi 63' Pusztai 73' | (0 – 1) Jegyzőkönyv | Nagy 11'       |

| Üllői út, Budapest Nézőszám: 4 000 Játékvezető: Lauber Gyula (magyar) |

| 13. forduló 1978. november 25. |

| Diósgyőr     | 1 – 0               | Ferencváros |
| ------------ | ------------------- | ----------- |
| Grolmusz 78' | (0 – 0) Jegyzőkönyv |             |

| DVTK-stadion, Miskolc Nézőszám: 25 000 Játékvezető: Mohácsi Lajos (magyar) |

| 14. forduló 1978. december 2. |

| Ferencváros                     | 3 – 2               | Videoton                       |
| ------------------------------- | ------------------- | ------------------------------ |
| Pogány 12' Martos 53' Giron 83' | (1 – 1) Jegyzőkönyv | Tieber 8' Novath 56' Fejes 14′ |

| Üllői út, Budapest Nézőszám: 10 000 Játékvezető: Pádár László (magyar) |

| 15. forduló 1978. december 9. |

| Dunaújvárosi Kohász | 2 – 2               | Ferencváros              |
| ------------------- | ------------------- | ------------------------ |
| Judik 70' 75'       | (0 – 0) Jegyzőkönyv | Szokolai 53' Mészöly 69' |

| Dunaújváros Nézőszám: 4 000 Játékvezető: Tompa István (magyar) |

| 16. forduló 1978. december 16. |

| Ferencváros                             | 4 – 1               | Tatabányai Bányász |
| --------------------------------------- | ------------------- | ------------------ |
| Szokolai 10' 48' Mészöly 59' Takács 88' | (1 – 0) Jegyzőkönyv | Csapó 65'          |

| Üllői út, Budapest Nézőszám: 10 000 Játékvezető: Ruzsa István (magyar) |

| 17. forduló 1978. december 20. |

| Csepel SC  | 1 – 2               | Ferencváros            |
| ---------- | ------------------- | ---------------------- |
| Gondos 75' | (0 – 1) Jegyzőkönyv | Pogány 26' Nyilasi 64' |

| Béke téri stadion, Budapest Nézőszám: 4 000 Játékvezető: Lauber Gyula (magyar) |

#### Tavaszi fordulók
| 18. forduló 1979. március 3. |

| Ferencváros | 1 – 0               | Salgótarjáni BTC |
| ----------- | ------------------- | ---------------- |
| Pusztai 38' | (1 – 0) Jegyzőkönyv |                  |

| Üllői út, Budapest Nézőszám: 20 000 Játékvezető: Pádár László (magyar) |

| 19. forduló 1979. március 10. |

| Székesfehérvári MÁV Előre | 1 – 0               | Ferencváros |
| ------------------------- | ------------------- | ----------- |
| Lazsányi 90'              | (0 – 0) Jegyzőkönyv |             |

| Székesfehérvár Nézőszám: 12 000 Játékvezető: Kuti Sándor (magyar) |

| 20. forduló 1979. március 14. |

| Tatabányai Bányász | 1 – 5               | Ferencváros                         |
| ------------------ | ------------------- | ----------------------------------- |
| Schmidt 55'        | (0 – 4) Jegyzőkönyv | Nyilasi 7' 13' 15' 24' Szokolai 60' |

| Városi Stadion, Tatabánya Nézőszám: 15 000 Játékvezető: Lauber Gyula (magyar) |

| 21. forduló 1979. március 17. |

| Ferencváros         | 3 – 1               | Dunaújvárosi Kohász |
| ------------------- | ------------------- | ------------------- |
| Szokolai 9' 21' 84' | (2 – 1) Jegyzőkönyv | Kuti 39'            |

| Üllői út, Budapest Nézőszám: 22 000 Játékvezető: Győri László (magyar) |

| 22. forduló 1979. március 24. |

| Videoton                          | 2 – 0               | Ferencváros |
| --------------------------------- | ------------------- | ----------- |
| Nagy II 21' Szabó 53' Baranyi 30′ | (1 – 0) Jegyzőkönyv |             |

| Sóstói Stadion, Székesfehérvár Nézőszám: 20 000 Játékvezető: Palotai Károly (magyar) |

| 23. forduló 1979. március 31. |

| Ferencváros | 1 – 1               | Diósgyőr   |
| ----------- | ------------------- | ---------- |
| Nyilasi 13' | (1 – 0) Jegyzőkönyv | Fekete 82' |

| Üllői út, Budapest Nézőszám: 20 000 Játékvezető: Kuti Sándor (magyar) |

| 24. forduló 1979. április 7. |

| Bp. Vasas Izzó | 0 – 2               | Ferencváros           |
| -------------- | ------------------- | --------------------- |
|                | (0 – 0) Jegyzőkönyv | Bálint 65' Pogány 84' |

| Budapest Nézőszám: 10 000 Játékvezető: Tompa István (magyar) |

| 25. forduló 1979. április 21. |

| Ferencváros                  | 2 – 0               | Haladás VSE |
| ---------------------------- | ------------------- | ----------- |
| Martos 11' Magyar 48' Takács | (1 – 0) Jegyzőkönyv |             |

| Üllői út, Budapest Nézőszám: 18 000 Játékvezető: Urbán Árpád (magyar) |

| 26. forduló 1979. április 25. |

| Békéscsabai Előre Spartacus | 2 – 2               | Ferencváros            |
| --------------------------- | ------------------- | ---------------------- |
| Tulipán 34' Tisza 63'       | (1 – 1) Jegyzőkönyv | Pusztai 29' Ebedli 77' |

| Kórház utcai stadion, Békéscsaba Nézőszám: 25 000 Játékvezető: Lauber Gyula (magyar) |

| 27. forduló 1979. május 5. |

| Ferencváros            | 2 – 0               | Budapesti Honvéd |
| ---------------------- | ------------------- | ---------------- |
| Nyilasi 28' Magyar 75' | (1 – 0) Jegyzőkönyv |                  |

| Népstadion, Budapest Nézőszám: 15 000 Játékvezető: Palotai Károly (magyar) |

| 28. forduló 1979. május 12. |

| Pécsi MSC                             | 4 – 4               | Ferencváros                                  |
| ------------------------------------- | ------------------- | -------------------------------------------- |
| Kardos 7' Kiss 46' 75' Schulteisz 72' | (1 – 2) Jegyzőkönyv | Martos 4' Magyar 29' Nyilasi 47' Pusztai 76' |

| PMFC Stadion, Pécs Nézőszám: 20 000 Játékvezető: Pádár László (magyar) |

| 29. forduló 1979. május 23. |

| Ferencváros | 1 – 1               | Újpesti Dózsa |
| ----------- | ------------------- | ------------- |
| Nyilasi 87' | (0 – 0) Jegyzőkönyv | Fekete 75'    |

| Népstadion, Budapest Nézőszám: 35 000 Játékvezető: Lauber Gyula (magyar) |

| 30. forduló 1979. június 2. |

| MTK–VM   | 1 – 1               | Ferencváros |
| -------- | ------------------- | ----------- |
| Borsó 6' | (1 – 1) Jegyzőkönyv | Nyilasi 31' |

| Népstadion, Budapest Nézőszám: 16 000 Játékvezető: Nagy Béla (magyar) |

| 31. forduló 1979. június 6. |

| Ferencváros                          | 4 – 0               | Zalaegerszegi TE |
| ------------------------------------ | ------------------- | ---------------- |
| Ebedli 3' Magyar 18' Nyilasi 32' 60' | (3 – 0) Jegyzőkönyv | Kanász 32′       |

| Üllői út, Budapest Nézőszám: 15 000 Játékvezető: Győri László (magyar) |

| 32. forduló 1979. június 9. |

| Vasas                                  | 5 – 3               | Ferencváros                |
| -------------------------------------- | ------------------- | -------------------------- |
| Kiss 8' 65' 79' Váradi 50' Zombori 71' | (1 – 2) Jegyzőkönyv | Nyilasi 18' 81' Magyar 20' |

| Népstadion, Budapest Nézőszám: 18 000 Játékvezető: Palotai Károly (magyar) |

| 33. forduló 1979. június 13. |

| Ferencváros              | 2 – 1               | Rába ETO      |
| ------------------------ | ------------------- | ------------- |
| Ebedli 70' Magyar I. 72' | (0 – 0) Jegyzőkönyv | Magyar L. 78' |

| Üllői út, Budapest Nézőszám: 6 000 Játékvezető: Kuti Sándor (magyar) |

| 34. forduló 1979. június 16. |

| Ferencváros                       | 3 – 3               | Csepel SC                                   |
| --------------------------------- | ------------------- | ------------------------------------------- |
| Nyilasi 54' Takács 58' Magyar 66' | (0 – 0) Jegyzőkönyv | Bartha 48' Hegyi 80' Somogyi 87' Szécsi 85′ |

| Üllői út, Budapest Nézőszám: 4 000 Játékvezető: Pádár László (magyar) |

#### A bajnokság végeredménye
| #  | Csapat                    | J  | Gy | D  | V  | Rg | Kg | Gk  | P  | Megjegyzés               |
| -- | ------------------------- | -- | -- | -- | -- | -- | -- | --- | -- | ------------------------ |
| 1  | Újpesti Dózsa             | 34 | 21 | 10 | 3  | 84 | 38 | +46 | 52 | Bajnok, 1979–1980-as BEK |
| 2  | Ferencváros               | 34 | 18 | 11 | 5  | 75 | 44 | +31 | 47 | 1979–1980-as UEFA-kupa   |
| 3  | Diósgyőri VTK             | 34 | 19 | 6  | 9  | 60 | 37 | +23 | 44 | 1979–1980-as UEFA-kupa   |
| 4  | Vasas SC                  | 34 | 16 | 10 | 8  | 62 | 49 | +13 | 42 |                          |
| 5  | Bp. Honvéd                | 34 | 16 | 9  | 9  | 57 | 39 | +18 | 41 |                          |
| 6  | Rába ETO                  | 34 | 12 | 11 | 11 | 40 | 33 | +7  | 35 | 1979–1980-as KEK         |
| 7  | Tatabányai Bányász        | 34 | 12 | 11 | 11 | 50 | 47 | +3  | 35 |                          |
| 8  | Pécsi MSC                 | 34 | 10 | 15 | 9  | 38 | 42 | -4  | 35 |                          |
| 9  | Videoton                  | 34 | 12 | 10 | 12 | 46 | 49 | -3  | 34 |                          |
| 10 | Zalaegerszegi TE          | 34 | 10 | 12 | 12 | 46 | 46 | 0   | 32 |                          |
| 11 | Dunaújváros               | 34 | 10 | 12 | 12 | 50 | 54 | -4  | 32 |                          |
| 12 | Békéscsabai Előre         | 34 | 11 | 9  | 14 | 49 | 52 | -3  | 31 |                          |
| 13 | Salgótarjáni BTC          | 34 | 9  | 13 | 12 | 43 | 50 | -7  | 31 |                          |
| 14 | MTK-VM                    | 34 | 11 | 8  | 15 | 42 | 50 | -8  | 30 |                          |
| 15 | Székesfehérvári MÁV Előre | 34 | 10 | 9  | 15 | 31 | 54 | -23 | 29 |                          |
| 16 | Csepel                    | 34 | 5  | 15 | 14 | 35 | 48 | -13 | 25 | Kiesett az NB II-be      |
| 17 | Haladás                   | 34 | 9  | 5  | 20 | 40 | 74 | -34 | 23 | Kiesett az NB II-be      |
| 18 | Bp. Vasas Izzó            | 34 | 4  | 6  | 24 | 35 | 77 | -42 | 14 | Kiesett az NB II-be      |

#### Eredmények összesítése
Az alábbi táblázatban összesítve szerepelnek a Ferencvárosi TC 1978/79-es bajnokságban elért eredményei.
| Ősz/tavasz (forduló)    | Otthon | Otthon | Otthon | Otthon | Otthon | Otthon | Otthon | Idegenben | Idegenben | Idegenben | Idegenben | Idegenben | Idegenben | Idegenben |
| Ősz/tavasz (forduló)    | M      | GY     | D      | V      | LG–KG  | GK     | P      | M         | GY        | D         | V         | LG–KG     | GK        | P         |
| ----------------------- | ------ | ------ | ------ | ------ | ------ | ------ | ------ | --------- | --------- | --------- | --------- | --------- | --------- | --------- |
| Őszi szezon (1–17.)     | 8      | 7      | 1      | 0      | 25–8   | +17    | 15     | 9         | 3         | 4         | 2         | 14–13     | +1        | 10        |
| Tavaszi szezon (18–34.) | 9      | 6      | 3      | 0      | 19–7   | +12    | 15     | 8         | 2         | 3         | 3         | 17–16     | +1        | 7         |
| Összesen (1–34.)        | 17     | 13     | 4      | 0      | 44–15  | +29    | 30     | 17        | 5         | 7         | 5         | 31–29     | +2        | 17        |

### Magyar kupa
| 1978. november 29. |

| Novaji TSZ SK | 0 – 3       | Ferencváros      |
| ------------- | ----------- | ---------------- |
|               | Jegyzőkönyv | Mészöly Szokolai |

| Novaj |

| 1978. december 13. |

| Ferencváros                                   | 11 – 0      | Novaji TSZ SK |
| --------------------------------------------- | ----------- | ------------- |
| Szokolai Nyilasi Mészöly Martos Pogány Ebedli | Jegyzőkönyv |               |

| Üllői út, Budapest |

| 1979. február 11. |

| Balassagyarmat | 1 – 0       | Ferencváros |
| -------------- | ----------- | ----------- |
|                | Jegyzőkönyv |             |

| Balassagyarmat |

| 1979. február 21. |

| Ferencváros                   | 6 – 2       | Balassagyarmat |
| ----------------------------- | ----------- | -------------- |
| Martos Szokolai Pogány Ebedli | Jegyzőkönyv |                |

| Üllői út, Budapest |

Nyolcaddöntő
| 1979. március 7. |

| Pécsi MSC | 3 – 4       | Ferencváros            |
| --------- | ----------- | ---------------------- |
|           | Jegyzőkönyv | Nyilasi Mészöly Pogány |

| PMFC Stadion, Pécs |

| 1979. április 11. |

| Ferencváros    | 3 – 3       | Pécsi MSC |
| -------------- | ----------- | --------- |
| Magyar Nyilasi | Jegyzőkönyv |           |

| Üllői út, Budapest |

Negyeddöntő
| 1979. április 14. |

| Ferencváros                                    | 4 – 1               | Budapesti Honvéd |
| ---------------------------------------------- | ------------------- | ---------------- |
| Nyilasi 49' Mészöly 69' Magyar 73' Pusztai 79' | (0 – 0) Jegyzőkönyv | Karalyos 75'     |

| Üllői út, Budapest Nézőszám: 15 000 Játékvezető: Jaczina Róbert (magyar) |

| 1979. május 9. |

| Budapesti Honvéd | 1 – 1       | Ferencváros |
| ---------------- | ----------- | ----------- |
|                  | Jegyzőkönyv | Nyilasi     |

| Bozsik József Stadion, Budapest |

Elődöntő
| 1979. június 19. |

| Tatabányai Bányász | 3 – 1       | Ferencváros |
| ------------------ | ----------- | ----------- |
|                    | Jegyzőkönyv | Magyar      |

| Városi Stadion, Tatabánya |

| 1979. június 21. |

| Ferencváros                   | 4 – 1       | Tatabányai Bányász |
| ----------------------------- | ----------- | ------------------ |
| Pogány Pusztai Nyilasi Magyar | Jegyzőkönyv |                    |

| Üllői út, Budapest |

Döntő
| 1979. június 23. |

| Rába ETO | 1 – 0               | Ferencváros |
| -------- | ------------------- | ----------- |
|          | (1 – 0) Jegyzőkönyv |             |

| Népstadion, Budapest Játékvezető: Pádár László (magyar) |

### Nemzeti bajnokságok kupája
| 1978. november 22. |

| Nyíregyházi VSSC | 1 – 1       | Ferencváros |
| ---------------- | ----------- | ----------- |
|                  | Jegyzőkönyv | Szokolai    |

| Nyíregyháza Városi Stadion, Nyíregyháza |

| 1978. december 6. |

| Ferencváros                          | 5 – 1       | Nyíregyházi VSSC |
| ------------------------------------ | ----------- | ---------------- |
| Bálint Nyilasi Mészöly Pogány Ebedli | Jegyzőkönyv |                  |

| Üllői út, Budapest |

| 1979. január 13. |

| Kecskeméti SC | 1 – 8       | Ferencváros                                          |
| ------------- | ----------- | ---------------------------------------------------- |
|               | Jegyzőkönyv | Ebedli Pusztai Pogány Mészöly Nyilasi Mucha Szokolai |

| Kecskemét |

| 1979. január 16. |

| Ferencváros                             | 5 – 0       | Kecskeméti SC |
| --------------------------------------- | ----------- | ------------- |
| Pusztai Nyilasi Szokolai Megyesi Pogány | Jegyzőkönyv |               |

| Üllői út, Budapest |

| 1979. február 3. |

| Ferencváros                    | 6 – 0       | Bábolnai SE |
| ------------------------------ | ----------- | ----------- |
| Nyilasi Szokolai Pogány Ebedli | Jegyzőkönyv |             |

| Üllői út, Budapest |

| 1979. február 6. |

| Budapesti Spartacus | 1 – 2       | Ferencváros    |
| ------------------- | ----------- | -------------- |
|                     | Jegyzőkönyv | Nyilasi Ebedli |

| Budapest |

| 1979. február 8. |

| Ferencváros | 2 – 0       | Dunaújvárosi Kohász |
| ----------- | ----------- | ------------------- |
| Nyilasi     | Jegyzőkönyv |                     |

| Üllői út, Budapest |

| 1979. február 10. |

| Bábolnai SE | 2 – 2       | Ferencváros      |
| ----------- | ----------- | ---------------- |
|             | Jegyzőkönyv | Nyilasi Szokolai |

| Bábolna |

| 1979. február 14. |

| Ferencváros                               | 10 – 1      | Budapesti Spartacus |
| ----------------------------------------- | ----------- | ------------------- |
| Szokolai Nyilasi Esterházy Ebedli Mészöly | Jegyzőkönyv |                     |

| Üllői út, Budapest |

| 1979. április 4. |

| Dunaújvárosi Kohász | 3 – 3       | Ferencváros   |
| ------------------- | ----------- | ------------- |
|                     | Jegyzőkönyv | Ebedli Takács |

| Dunaújváros |

| 1979. május 29. |

| Vasas Izzó | 0 – 3       | Ferencváros              |
| ---------- | ----------- | ------------------------ |
|            | Jegyzőkönyv | Esterházy Magyar Nyilasi |

| Szolnok |

### Egyéb mérkőzések
| 1978. október 7. |

| Ferencváros | 1 – 0       | CSZKA Moszkva |
| ----------- | ----------- | ------------- |
| Takács      | Jegyzőkönyv |               |

| Üllői út, Budapest |

| 1979. február 17. |

| Spartak Komárno | 2 – 3       | Ferencváros             |
| --------------- | ----------- | ----------------------- |
|                 | Jegyzőkönyv | Nyilasi Szokolai Magyar |

| Komárom |

| 1979. május 1. |

| Slovan Šahy | 1 – 11      | Ferencváros                            |
| ----------- | ----------- | -------------------------------------- |
|             | Jegyzőkönyv | Takács Mészöly Ebedli Pusztai Erdővégi |

| Šahy |

| 1979. június 3. |

| FC Raiding | 1 – 23      | Ferencváros                                                         |
| ---------- | ----------- | ------------------------------------------------------------------- |
|            | Jegyzőkönyv | Nyilasi Esterházy Ebedli Magyar Martos Pogány Bálint Takács Mészöly |

| Raiding |

## Külső hivatkozások
- A csapat hivatalos honlapja (magyarul)
- Az 1978–79-es szezon menetrendje a tempofradi.hu-n (magyarul)